# Distrikt Santo Domingo de Acobamba
Der Distrikt Santo Domingo de Acobamba liegt in der Provinz Huancayo in der Region Junín in Zentral-Peru. Der Distrikt wurde am 6. September 1920 gegründet. Er besitzt eine Fläche von 882 km². Beim Zensus 2017 wurden 6696 Einwohner gezählt. Im Jahr 1993 lag die Einwohnerzahl bei 8202, im Jahr 2007 bei 8055. Sitz der Distriktverwaltung ist die 2200 m hoch gelegene Ortschaft Santo Domingo de Acobamba mit 393 Einwohnern (Stand 2017). Santo Domingo de Acobamba befindet sich 56 km nordöstlich der Provinz- und Regionshauptstadt Huancayo.

## Geographische Lage
Der Distrikt Santo Domingo de Acobamba befindet sich in der peruanischen Zentralkordillere im äußersten Nordosten der Provinz Huancayo. Die Längsausdehnung in NW-SO-Richtung beträgt 45 km, die maximale Breite liegt bei etwa 32 km. Der Río San Fernando durchquert den Distrikt in südsüdöstlicher Richtung und mündet schließlich in den Unterlauf des Río Mantaro, der den Distrikt im Süden begrenzt. Im Südwesten sowie im Nordosten verlaufen entlang den Distriktgrenzen Gebirgskämme.
Der Distrikt Santo Domingo de Acobamba grenzt im Südwesten an den Distrikt Pariahuanca, im Nordwesten an den Distrikt Andamarca (Provinz Concepción), im Osten an den Distrikt Pangoa (Provinz Satipo) sowie im Süden an den Distrikt Huachocolpa (Provinz Tayacaja).

## Ortschaften
Neben dem Hauptort gibt es folgende größere Ortschaften im Distrikt:
- Centro Huancamayo (207 Einwohner)
- Chaquicocha Pampa (219 Einwohner)
- Duraznopata
- Matichacra
- Potrero
- Rosaspampa (325 Einwohner)
- San Bartolome (261 Einwohner)
- Santa Cruz de Pumabamba
- Santa Rosa de Chaquicocha (810 Einwohner)
- Yanabamba (348 Einwohner)